# Relaciones Etiopía-México
Las naciones de Etiopía y México establecieron relaciones diplomáticas en 1949. Ambas naciones son miembros del G24 y de las Naciones Unidas.

## Historia

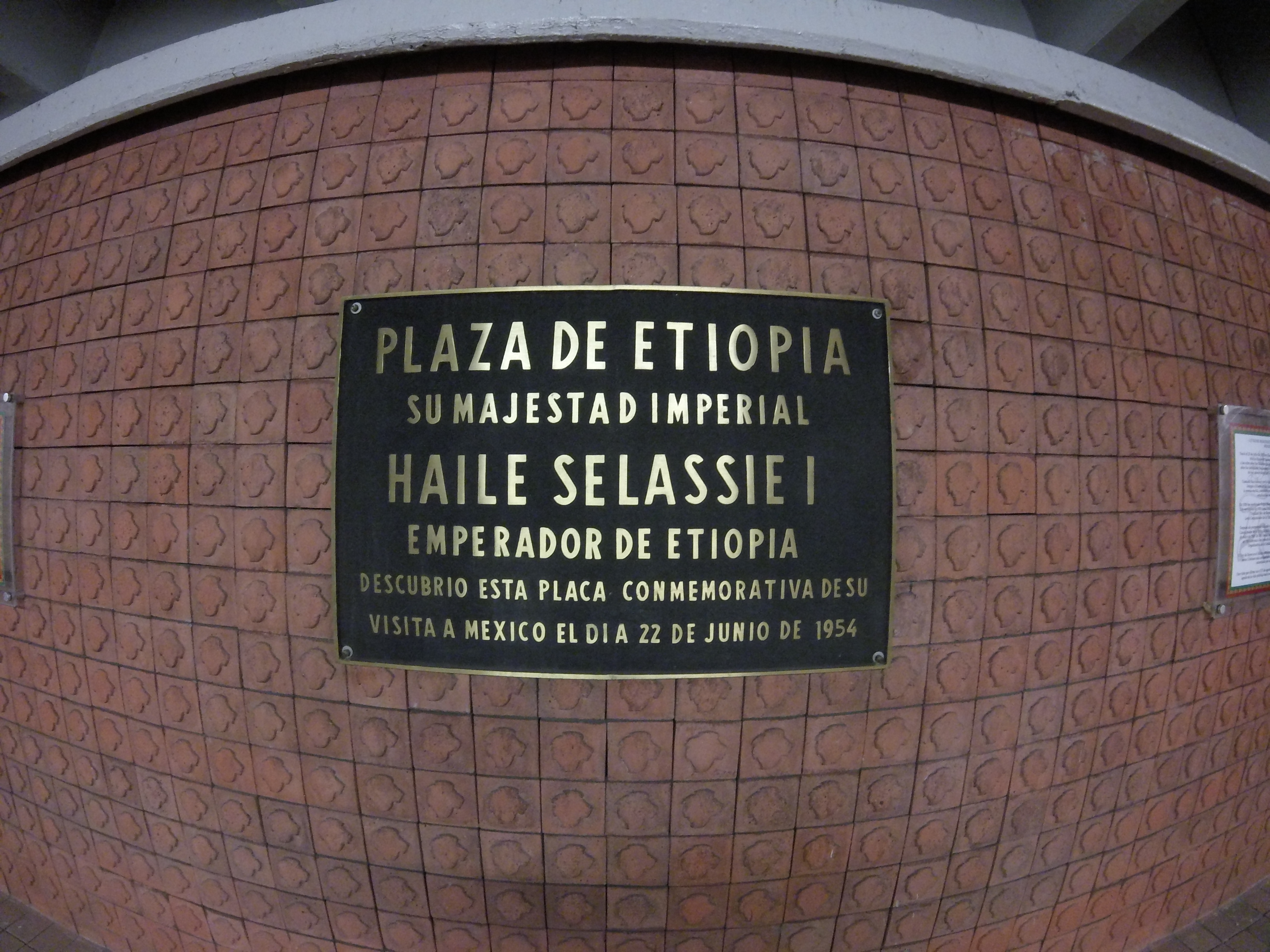
Placa en la Plaza de Etiopía conmemorando la visita del Emperador Haile Selassie a México

Etiopía fue la única nación en África que nunca había sido colonizada por un país europeo. En 1935, las tropas italianas entraron en Etiopía y triunfaron exitosamente sobre el ejército etíope y procedieron a ocupar el país durante los próximos cinco años. Esto fue conocido como la segunda guerra ítalo-etíope. En la Liga de las Naciones, México fue uno de solo cinco Estados miembros en condenar la invasión y ocupación italiana de Etiopía. Debido a esto, Etiopía mantuvo su asiento en la asamblea, y siguió siendo miembro de la Liga. Unos años después de la Segunda Guerra Mundial, las relaciones diplomáticas entre Etiopía y México se establecieron en 1949 y Etiopía se convirtió así en el primer país africano en establecer relaciones diplomáticas con México.
En 1954, el Emperador etíope Haile Selassie se convirtió en el primer jefe de un estado africano en efectuar una visita oficial a México donde se reunió con el presidente Adolfo Ruiz Cortines. En 1963, ambas naciones abrieron embajadas en sus respectivas capitales. Sin embargo, México cerró su embajada en Etiopía en 1989 debido a cuestiones presupuestarias y Etiopía lo siguió en 1990. En 2007, México reabrió su embajada en Adís Abeba.
Para conmemorar el apoyo de México a Etiopía durante la ocupación italiana, Etiopía nombró una plaza central en Adís Abeba como Plaza México, la cual fue adornada con una cabeza colosal olmeca obsequiada por México en 2010. El 22 de junio de 1954, en la Ciudad de México se nombró una glorieta Plaza Etiopía y en agosto de 1980 se construyó una estación del Metro de la Ciudad de México llamada Estación Etiopía cuyo logo está formado por un león de Judá. De manera correspondiente, en septiembre de 2015, la capital etíope inauguró su Tren Ligero de Adís Abeba la cual y cuenta con una Estación México. 
En mayo de 2010, la secretaria de Relaciones Exteriores de México, Patricia Espinosa, visitó Etiopía con el propósito de impulsar temas relativos a la Decimosexta Conferencia (COP16) así como temas de interés bilateral y regional. En julio de 2010, el Primer ministro etíope Meles Zenawi llegó a Cancún para asistir a la Conferencia de las Naciones Unidas sobre el Cambio Climático de 2010 (COP16). En junio de 2012, el Primer ministro Zenawi volvió a visitar México para participar en la Cumbre del G-20 de Los Cabos. En 2017, Ethiopian Airlines lanzó servicios de carga entre ambas naciones.
En 2019, el subsecretario de Relaciones Exteriores de México, Julián Ventura Valero, realizó una visita a Etiopía para participar en la segunda reunión del Mecanismo de Consulta en Asuntos de Interés Común entre ambas naciones.
En 2024, ambas naciones celebraron 75 años de relaciones diplomáticas.

## Visitas de alto nivel

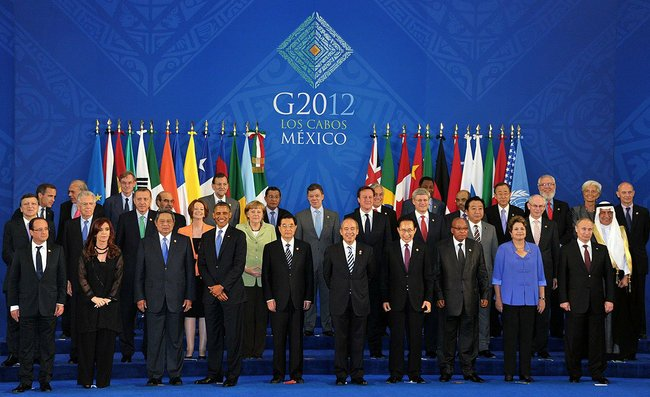
Primer ministro etíope Meles Zenawi asistiendo a la Cumbre del G-20 en Los Cabos junto con el presidente mexicano Felipe Calderón; 2012.

Visitas de alto nivel de Etiopía a México
- Emperador Haile Selassie (1954)
- Ministro de Relaciones Exteriores Tekeda Alemu (2008, 2016)
- Primer ministro Meles Zenawi (2010, 2012)
- Ministro de Relaciones Exteriores Hailemariam Desalegne (2012)

Visitas de alto nivel de México a Etiopía
- Secretaria de Relaciones Exteriores Patricia Espinosa (2010)
- Directora general para África y Medio Oriente Sara Valdés (2012)
- Director general para África y Medio Oriente Jorge Álvarez Fuentes (2018)
- Subsecretario de Relaciones Exteriores Julián Ventura Valero (2019)

## Acuerdos bilaterales y becas
Ambas naciones han firmado algunos acuerdos bilaterales com un Acuerdo para establecer consultas sobre intereses mutuos (2006) y un Acuerdo sobre la eliminación de los requisitos de visa para titulares de pasaportes diplomáticos (2006). El gobierno mexicano ofrece cada año becas para nacionales de Etiopía para realizar estudios de posgrado en instituciones de educación superior mexicanas.

## Relaciones comerciales
En 2023, el comercio bilateral entre Etiopía y México ascendió a $10.1 millones de dólares. Las principales exportaciones de Etiopía a México incluyen: prendas de vestir, zapatos, café, bombas de aire y bombas de vacío. Las principales exportaciones de México a Etiopía incluyen: medicinas, semillas, alcohol, alambres y cables eléctricos..

## Misiones diplomáticas residentes
- Etiopía esta acreditada ante México desde su embajada en Washington D. C., Estados Unidos y mantiene un consulado honorario en la Ciudad de México.[11]
- México tiene una embajada en Adís Abeba.[12]